# Rosatom

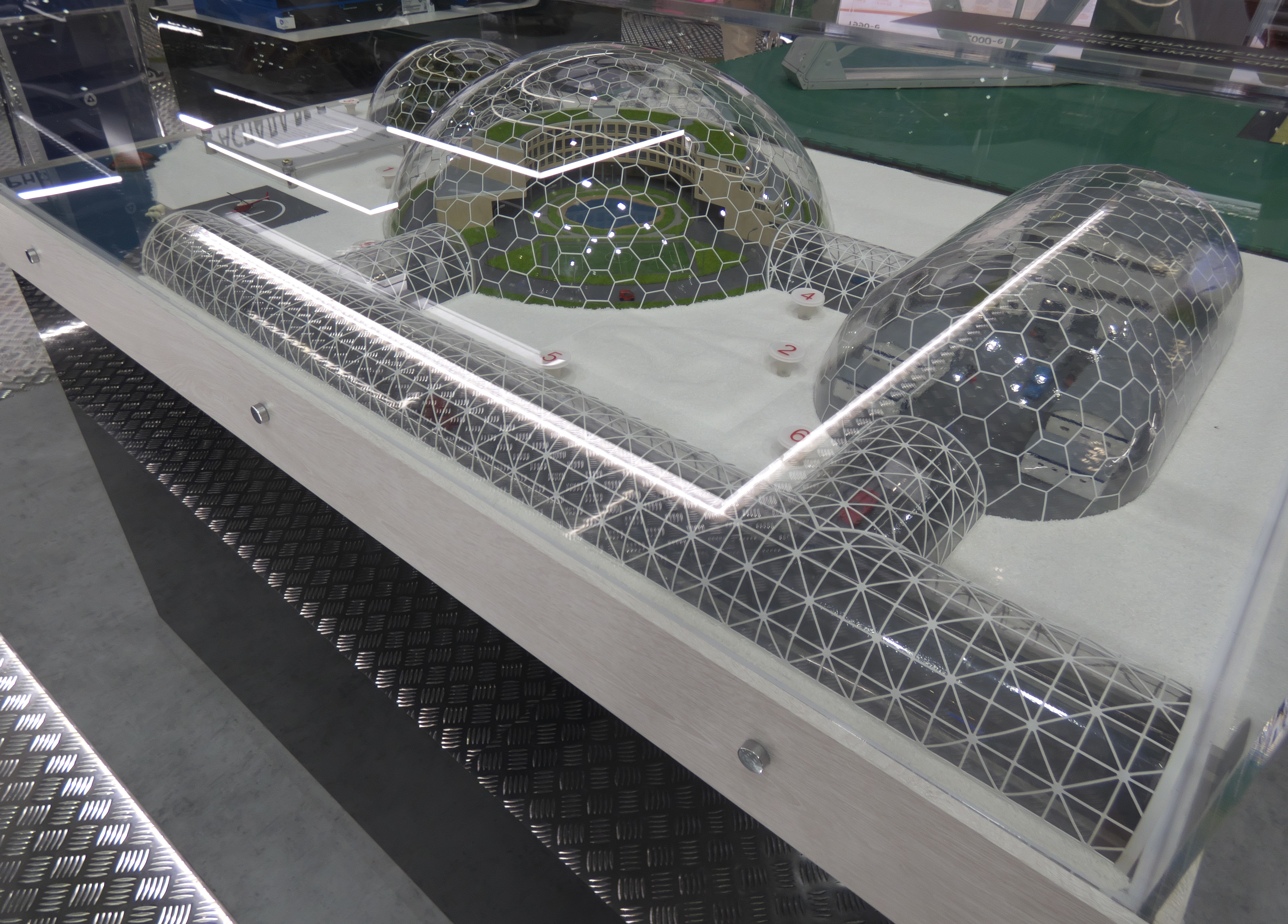
Complexo climático Ártico por Rosatom

A Companhia Estatal de Energia Nuclear (Rosatom) — em russo: Росатом — é uma companhia estatal da Federação Russa, responsável pelo complexo energético nuclear do país. Tem sua sede em Moscou.
A história da Rosatom está ligada à história da indústria nuclear na Rússia, e sua predecessora, a União Soviética. Em 26 de junho de 1953, por decisao do Conselho de Ministros, o Primeiro Diretorado Principal sob o Conselho de Ministros que supervisionava a indústria nuclear foi transformado no Ministério da Construção de Máquinas Médias (Minsredmash). Além de desenvolver e testar armas nucleares, o ministério também lidava com a energia nuclear. Em 1954, a 1ª planta de energia eletronuclear, Obninsk, foi inaugurada e posta em funcionamento sob a direção de Igor Kurchatov, um físico nuclear soviético. Conforme a indústria nuclear soviética cresceu, também cresceu o ministério, e entre as décadas de 1970 e 1980, mais de 1,5 milhão de pessoas trabalhavam nas repartições e empresas sob tutela do Ministério. Em 1989, o Minsredmash e o Ministério da Energia Atômica fundiram-se, dando origem ao Ministério da Indústria e Engenharia Nucleares. A receita da empresa na Rússia em 2015 foi de 1,4 milhões de euros.

## História
Criada em 2007, a organização inclui mais de 350 empresas, incluindo organizações de investigação científica, o complexo de armas nucleares e a única frota nuclear quebra gelo do mundo.
A companhia estatal é uma das maiores no mundo da indústria de energia nuclear. A estatal russa é a maior empresa produtora de energia elétrica na Rússia produzindo 215.746 TWh de electricidade, 20.28% do total de produção de energia elétrica a nível nacional. A corporação russa também lidera o ranking na construção no estrangeiro de centrais nucleares, responsável por 76% da exportação global de tecnologia nuclear: 35 centrais nucleares, em diferentes etapas de desenvolvimento, em 12 países, dados de Dezembro de 2020. Rosatom também fabrica equipamento e produz isótopos para medicina nuclear, desenvolve investigação, estudo de materiais; também produz supercomputadores bem como software para diferentes produtos inovadores nucleares e não nucleares. A estratégia da Rosatom consiste em aprofundar o desenvolvimento de energia renovável como a energia eólica. Duas unidades adicionais estão a ser construídas na Rússia na central nuclear 2 da Rússia, com o anúncio de construção de mais duas unidades na central nuclear de Kola. Rosatom possui 38% do mercado mundial e em 2019 tomou a dianteira no serviço mundial de enriquecimento de uranio (36%) e abrande 16% do mercado global de combustível nuclear.
Em 2020, Rosatom aprovou a actualização da sua estratégia de centrar-se no ramo de novos produtos. Esses produtos eram energéticos não nucleares e outros não nuclares, num total de cerca de 100 novas áreas de negócio, incluindo medicina nuclear, compostos, energia eólica, hidrogénio, gestão de resíduos (lixo), tecnologia aditiva e produção de hidrogénio.
Rosatov é uma organização sem fins lucrativos, e enquanto os seus principais objectivos consistem no desenvolvimento de energia nuclear, o crescimento de negócios do ciclo de combustível nuclear e o cumprimento de objectivos definidos pelo Estado, também assegura a segurança nacional (dissuasão nuclear), segurança nuclear e radioativa, bem como o desenvolvimento da ciência básica e aplicada. Além, a empresa estatal está autorizada, em representação do Estado, a cumprir as obrigações internacionais da Rússia na área da energia nuclear e da não proliferação de materiais nucleares. Rosatom também participa em projectos de larga escala como o ITER e o FAIR.
Até fevereiro de 2021, o portefólio de encomendas da Rosatom alcançou 250 mil milhões de dólares. De acordo com o relatório da empresa de 2020, o portefólio de encomendas da década atingiu a cifra de 138.3 mil milhões de dólares, enquanto o revenue (receita) alcançou os 7,5 mil milhões. O portefólio de encomendas de novos produtos ficou pelos 1 602.1 mil milhões milhões de rublos enquanto o revenue (receita) atingiu os 261.1 mil milhões de rublos.
Várias entidades governamentais russas e soviéticas com diferentes tarefas encontra-se entre os antecessores da Rosatom. Em 26 de junho de 1953, o Conselho de Ministros transformou o primério Directório principal responsável pelo programa de armas nucleares no Ministério da Construção de Máquinas de Medium (MinSredMash). O ministério ficou responsável pelo desenvolvimento do programa de energia nuclear civil. Em 1989, o Minredmash e o Ministério da Energia Atómica fundiram-se no novo Ministério de Energia Nuclear e Industrial da URSS.
O ministério para a Energia Nuclear da Federação Russa (em russo: Министерство по атомной энергии Российской Федерации) também conhecido como Minatom (em russo: Минaтом) foi estabelecido como o sucessor da secção russa do Ministério da Engenharia Nuclear e Indústria da URSS em 29 de janeiro de 1992, depois da dissolução da União Soviética. O recém criado Ministério recebeu cerca de 80% das empresas do departamento da União, incluindo 9 centrais nucleares com 28 unidades de produção de energia. Esse Ministério durou, com esse nome, até março de 2004, quando foi transformado na Agência Federal de Energia Atómica.
Em 1 de Dezembro de 2007, o presidente russo Vladimir Putin assinou uma lei criada pelo Parlamento Federal que abolia a Agência Federal de Energia Atómica e os seus poderes e competências seriam transferidos para a recém formada “Companhia Estatal de Energia Atómica Rosatom”. Em 12 de dezembro do mesmo ano, a agência foi transformada numa companhia.
Em 2017, a Rosatom decidiu investir em energia eólica, acredito que a rápida redução de custos na indústria renovável se iria transformar numa ameaça para a energia nuclear, e começou a construir turbinas eólicas. Rosatom também estava preocupada que a exportação do mercado nuclear estava a ficar esgotada.
Em Agosto de 2020, Rosatom marcou o 75º aniversário da indústria nuclear russa. Como parte das celebrações, a Rosatom lançou a campanha “Rosatom Unidade”, cujas principais subsidiárias na industrial nuclear utilizaram o logo em forma de faixa de Moebius. Em 2020, Rosatom lançou o objectivo de triplicar o seu revenue (receita) para 4 biliões em 2020, 40% dos quais se pretende que venham de novas linhas de negócio, com o foco principal em tecnologia sustentável.

### Organização
No início de 2021, Rosatom incluía 356 organizações e formas jurídicas variadas. Algumas pertenciam às empresas do complexo de energia nuclear, que compreende organizações de energia nuclear, energia nuclear, e ciclo de produção de combustível nuclear, incluindo companhias de exploração e produção de uranium natural, conversão e enriquecimento de uranio, produção de combustível nuclear, eletricidade e equipamento, desenvolvimento de novas tecnologias para o combustível nuclear e plataforma de centrifugação de gás. Outras pertencem ao número crescente de negócios fora de energia nuclear, incluindo energia eólica, materiais compostos, tecnologias aditivas, medicina nuclear entre outras. Os recursos civis da indústria nuclear russa estão concentrados dentro da companhia Atomenergoprom, holding da Rosatom, que abrange 204 empresas em dezembro de 2020.

## Departamentos

### Departamento de Mineração
A empresa holding da divisão de minas da Rosatom é a JSC Atomredmetzoloto, que consolida os ativos de exploração de urânio da Rússia. As empresas principais controladas pela holdind incluem a JSC Khiagda e JSC Dalur.  Uranium One é uma empresa global separada que opera directamente debaixo do conrolo da Rosatom com um portefólio de ativos diversos no Cazaquistão, EUA e Tanzania.

### Departamento de Combustível
A sociedade gestora da divisão de combustível da empresa Rosatom é a JSC TVEL, que é a líder global no mercado front-end do ciclo de energia nuclear e o único abastecedor de energia nuclear para as centrais nucleares russas e a frota quebra gelo de propulsão nuclear.
As companhias subsidiárias chave incluem o Instituto de Pesquisa Nacional para Materiais Inorganicos-Bochvar, a Liga Química Siberiana e as Instalações Mecânicas de Chepetskiy. A divisão de tarefas incluem a produção de energia nuclear, conversão e enriquecimento de urânio e produção de centrifugadoras a gás.  O enriquecimento de uranio é desenvolvido em quatro instalações da companhia de combustível TVEL, incluindo na Usina Electroquímica de Angarsk, em Angarsk, no Oblast de Irkutsk; a Usina electroquímica de Zelonogorsk, Krasnoyarsk Krai; a usina electroquímica dos Urais em Nouvorarsk, Sverdlovsk Oblast e a Usina química Siberiana em Seversk, Tomsk Oblast. O uranio é enriquecido usando uma tecnologia avançada de centrifugadora a gás para separar os isotopos de uranio. O hexafluoreto empobrecido de urânio é trasnformado na forma de oxido na unidade w-ECP da Usina Electroquímica de Zelenogorsk.
A energia nuclear é produzida na fábrica de “Machine-building” de Rosatom (JSC MSZ) e a fábrica de Químicos Concentrados de Novosibirsk (JSC NCCP). As fábricas produzem UO2-base(uranio enriquecido e reprocessado) para energia nuclear para todos os modelos de reactores de pesquisa e de energia russos, bem como muitos modelos de reactores de pesquisa e energia estrangeiros e instalações de energia russas localizadas em embarcações. O desenvolvimento de combustível à prova de acidentes para reactores CCER e PWR encontra-se atualmente na fase de testes.  O Combustivel MOX para reactores rápidos refrigerado a Sodium é produzido na Liga de Mineração e de Química, enquanto o combustível de mistura de uranio e plutónio será produzido na fábrica Química Siberiana, que actualmente se encontra em construção. A mistura de combustível de uranio-plotónio será testada para os reactores VVER; a sua produção comercial será feita na Liga de Mineração e de Química.  
O reprocessamento de SNF é levado a cabo na fábrica RT-1 da Associação de Produção de Mayak. A fábrica está atualmente a processar a energia nuclear gasta (de várias composições) dos reactores nucleares (BN-350, VVER-440, BN-600, RBMK-1000, VVER-1000;BN-MOX) e dos reactores de pesquisa russos e de centros científicos russos e de reactores de submarinos e de fábricas de energia transportadas em frotas.

### Departamento de Engenharia Mecânica
A sociedade de gestão é JSC Atomenergomash. É um dos maiores grupos da Rússia de empresas de engenharia mecânica, oferecendo soluções completas para design, manufactura e fornecimento de equipamento para a industria de energia nuclear. A divisão compreende mais de 10 lugares de produção, incluindo empresas de produção, centros de engenharia e pesquisa na Rússia, Ucrania, República Checa e Hungria. De acordo com os dados da própria empresa, 14% das usinas nucleares no mundo e 40% das centrais de energia térmica no CIS e nos Estados Bálticos usam o equipamento da Holding. Além disso, o departamento/divisão é o maior produtor de equipamento para a VVER e o único produtor a nível global do reactor rápido de Neutrão (BN-Reactor). As suas empresas são também responsáveis pelo design e fabrico de reactores para as usinas nucleares SMR, ambas onshore e offshore, assim como os navios quebra-gelo de energia nuclear. As companhias subsidiárias chave incluem a OKB Gidropress, OKBM Afrikantov, a fábrica de JSC Machina-Building de Podolsk e AEM-Tecnologia.

### Departamento de Engenharia
A sociedade de gestão é a JSC ASE EC, que tem extensivas capacidades para a gestão de construção de complexo de instalações de engenharia. As principais áreas de negócio são o design e construção de grandes usinas nuclares na Rússia e no estrangeiro e o desenvolvimento de tecnologias digitais para gestão de complexo de instalações de engenharia baseadas na plataforma Multi-D.
As companhias subsidiárias chave incluem a JSC Atomenergoproekt e a JSC ATOMPROEKT.

### Departamento de Engenharia de Energia
A sociedade de gestão é a JSC Rosenergoatom. É a único concessionário de usinas nucleares na Rússia e um operador chave no mercado de electricidade russo. As principais áreas de negócio incluem geradores de calor e energia nas usinas nucleares e actuar como explorador das instalações nucleares (NPP-Nuclear Power Plant), radiações nuclares e instalações para armazenas material nuclear e substancias radioactivas.
As principais empresas incluentes todas as NPP’s russas, JSC AtomEnergoRemont, JSC AtomEnergoSbyt e a holding de construção Titan-2.

### Divisão back-end
A sociedade de gestão é a JSC Centro Federal para a Segurança Nuclear e de Radiação. É dedicado a um sistema centralizado de gestão do combustível nuclear gasto e de lixo radiactivo, bem como descontaminação e desmantelamento de instalações nucleares e radiológicas perigosas.
As princiais companhias incluem o FSUE Mining e Liga Quimica, FSUE Rson, NO RWM.

## Frota Quebra gelo
Desde 2008 que a estrutura da Rosatom inclui a frota nuclear russa de quebra de gelo, a maior a nível mundial com cinco navios Quebra Gelos movidos a energia nuclear, um navio porta contentores e quatronavios de serviço de carga. As suas tarefas incluem navegação na rota do mar do norte e operações de resgate no gelo. A Operação e a manutenção da frota é responsabilidade da FSUE Atomflot, também conhecida como Rosatomflot, companhia sediada em Murmansk.

### Em Construção
Rosatom é uma líder mundial na construção de centrais. Em finais de 2021, a Rosatom encontrava-se a construer duas novas unidades de produção de energia na Rússia, na central nuclear. A construção da central nuclear de Kalnigrad começou em 25 de fevereiro de 2010, mas a construção foi suspensa para o projecto ser remodelado.
Existem ainda planos para construer mais unidades na Central Nuclear de Leninegrad Smolensk NPP, duas mais unidades em Novovoronezh NPP e duas outras unidades em Kursk NPP. Em meados de Junho de 2021, a Rosatom anunciou que mais dois reacores VVR de 600 MW serão adicionados à NPP de Kola, a primeira a estar pronta em 2034. Em inicios de Junho de 2021, começou a construção do reactor BREST-OD-300. Será a primeira demonstração experimental de central de energia com acelarador de neutrões refrigerado a chumbo .
| Nome da Planta          | Localização                       | Numero da Unidade | Tipo de Reactor | Capacidade (MW) | Começo da Construção | Previsão da Conclusão da construção |
| ----------------------- | --------------------------------- | ----------------- | --------------- | --------------- | -------------------- | ----------------------------------- |
| NNP do Baltico          | Kaliningrado, Kaliningrado Oblast | 1                 | VVER-1200       | 1,170           | 2021                 | Projecto suspenso                   |
| Kursk NPP II            | Makarovka, Kursk Oblast           | 1                 | VVER-1300/510   | 1,255           | 2018                 | 2025                                |
| Kursk NPP II            | Makarovka, Kursk Oblast           | 2                 | VVER-1300/510   | 1,255           | 2019                 | 2026-7                              |
| Até 15 de abril de 2021 |                                   |                   |                 |                 |                      |                                     |

#### No Estrangeiro
A Rosatom tem o maior portfolio mundial de projetos de construção de Centrais Nucleares no estrangeiro, com uma fatia de mercado de 74%. A empresa tomou a dianteira ao oferecer centrais nucleares a países em vias de desenvolvimento. 37% dos reatores nucleares que se encontram em construção a nível mundial, estão a ser construídos pela Rosatom, normalmente do tipo OKB Gidropress' VVER. A Rosatom recebeu 66,5 mil milhões de dólares de transações internacionais em 2012, incluindo 28.9 mil milhões devido a construção de centrais nucleares, 24.7 mil milhões devido a produtos de urânio e 12.9 mil milhões devido à exportação de combustível e produtos associados. Em 2020, a Rosatom recebeu 138,3 mil milhões devido a transações internacionais, 89,1 mil milhões devido à construção de plantas, 13,3 mil milhões devido a produtos de uranio e 35,8 mil milhões devido a exportação de combustível e outras atividades associadas. Várias centrais nucleares na China, Índia e Irão foram projetadas e construídas pela Rosatom, e há outros projetos com a participação desta. A Rosatom está envolvida na construção da Central Nuclear de Tian Wan na China, a construção da Central Nuclear de Kudankulam na India e a construção da Central Nuclear bielorrussa na Bielorrússia.
Em dezembro de 2013 a Rosatom assinou um contrato de 6.4 mil milhões de dólares com a Fennovoima na Finlândia de uma única unidade Hanhikivi NPP using OKB Gidropress' VVER-1200 reactor de água pressurizada na cidade de Pyhäjoki, com o início da construção a ser planeado para depois de 2021 mas o contracto foi cancelado em Maio de 2022 pela Filândia. Em Dezembro de 2014, Rosatom e o grupo MVM da Hungria assinaram um acordo para a construção de novas estações na Central Nuclear de Paks, com a construção planeada para começar em 2022. . Rosatom also started construction of Turkey's Akkuyu NPP on April 3, 2018. Rosatom assinou contractos com o Egipto para a construção da El-Dabaa NPP e com o Bangladesh para a construção do Rooppur NPP, construção que começou a 30 de novembro de 2017.
| Nome Planta                        | País         | Localização                                            | Numero da Unidade | Estado                                | Tipo           | Capacidade (MW) | Inicio da construção   | data da conclusão                                          |
| ---------------------------------- | ------------ | ------------------------------------------------------ | ----------------- | ------------------------------------- | -------------- | --------------- | ---------------------- | ---------------------------------------------------------- |
| Central Nuclear de Akkuyu          | Turquia      | Akkuyu, Mersin                                         | 1                 | Em construção                         | VVER-1200/491  | 1,200           | abril de 2018          | 2023 (previsto)                                            |
| Central Nuclear de Akkuyu          | Turquia      | Akkuyu, Mersin                                         | 2                 | Em construção                         | VVER-1200/491  | 1,200           | abril de 2020          | 2023 (previsto)                                            |
| Central Nuclear de Akkuyu          | Turquia      | Akkuyu, Mersin                                         | 3                 | Em construção                         | VVER-1200/491  | 1,200           | março de 2021          | 2023 (previsto)                                            |
| Central Nuclear de Akkuyu          | Turquia      | Akkuyu, Mersin                                         | 4                 | Em construção                         | VVER-1200/491  | 1,200           | 2022 (previsto)        | 2023 (previsto)                                            |
| Central Nuclear de Astravets       | Bielorrússia | Astravets, Região de Grodno                            | 1                 | Operacional                           | VVER-1200/491  | 1200            | 6 de novembro de 2013  | Novembro de 2020 (primeira ligação à rede) 2022 (previsto) |
| Central Nuclear de Astravets       | Bielorrússia | Astravets, Região de Grodno                            | 2                 | Em construção                         | VVER-1200/491  | 1200            | 6 de novembro de 2013  | Novembro de 2020 (primeira ligação à rede) 2022 (previsto) |
| Central Nuclear deBushehr\|Bushehr | Irão         | Bushehr                                                | 1                 | Predefinição:Operaticonal             | VVER-1000/446  | 1,000           | 1 de maio de1975; 1995 | 23 de setembro, 2013                                       |
| Central Nuclear deBushehr\|Bushehr | Irão         | Bushehr                                                | 2                 | Em construção                         | VVER-1000      |                 | setembro de 2019       | Agosto de 2025                                             |
| Central Nuclear de El Dabaa        | Egipto       | El Dabaa,costa norte do egipto Northern coast of Egypt | 1                 | Aprovado                              | VVER-1200      | 1,200           | 2022 (previsto)        | -                                                          |
| Central Nuclear de El Dabaa        | Egipto       | El Dabaa,costa norte do egipto Northern coast of Egypt | 2                 | Aprovado                              | VVER-1200      | 1,200           | -                      | -                                                          |
| Central Nuclear de El Dabaa        | Egipto       | El Dabaa,costa norte do egipto Northern coast of Egypt | 3                 | Aprovado                              | VVER-1200      | 1,200           | -                      | -                                                          |
| Central Nuclear de El Dabaa        | Egipto       | El Dabaa,costa norte do egipto Northern coast of Egypt | 4                 | Aprovado                              | VVER-1200      | 1,200           | -                      | -                                                          |
| Hanhikivi Nuclear Power Plant      | Filândia     | Pyhäjoki, Ostrobotnia meridional                       | 1                 | Suspenso                              | VVER-1200      | 1,200           | -                      | -                                                          |
| Kudankulam                         | India        | Koodankulam, Tamil Nadu                                | 1                 | Operacional                           | VVER-1000/412  | 917             | 31 de Março, 2002      | 22 de Outubro, 2013                                        |
| Kudankulam                         | India        | Koodankulam, Tamil Nadu                                | 2                 | Operacional                           | VVER-1000/412  | 917             | Agosto de 2016         | 31de Março de 2017                                         |
| Kudankulam                         | India        | Koodankulam, Tamil Nadu                                | 3                 | Em construção                         | VVER-1000/412  | 917             | 29 de Janeiro, 2017    | -                                                          |
| Kudankulam                         | India        | Koodankulam, Tamil Nadu                                | 4                 | Em construção                         | VVER-1000/412  | 917             | Outubro de 2017        | -                                                          |
| Kudankulam                         | India        | Koodankulam, Tamil Nadu                                | 5                 | Em construção                         | VVER-1000/412  | 917             | 30 de Junho, 2021      | -                                                          |
| Kudankulam                         | India        | Koodankulam, Tamil Nadu                                | 6                 | Em construção                         | VVER-1000/412  | 917             | 30 de Junho, 2021      | -                                                          |
| Paks                               | Hungria      | Paks, Província de Tolna                               | 5                 | Aprovado                              | VVER-1200      | 1,200           | 2022                   | -                                                          |
| Paks                               | Hungria      | Paks, Província de Tolna                               | 6                 | Aprovado                              | VVER-1200      | 1,200           | 2022                   | -                                                          |
| Rooppur                            | Bangladesh   | Rooppur, Ishwardi                                      | 1                 | Em construção                         | VVER-1200      | 1,200           | Novembro de 2017       | 2023 (previsto)                                            |
| Rooppur                            | Bangladesh   | Rooppur, Ishwardi                                      | 2                 | Em construção                         | VVER-1200      | 1,200           | Julho de 2018          | 2024 (previsto)                                            |
| Tianwan                            | China        | Lianyungang, Jiangsu                                   | 1                 | Operacional                           | VVER-1000/428  | 990             | 20 de outubro de 1999  | 17 maio de 2007                                            |
| Tianwan                            | China        | Lianyungang, Jiangsu                                   | 2                 | Operacional                           | VVER-1000/428  | 990             | 20 Outubro de 2000     | 16 Agosto de 2007                                          |
| Tianwan                            | China        | Lianyungang, Jiangsu                                   | 3                 | Operacional                           | VVER-1000/428М | 1,050           | 27 dezembro de 2012    | 15 fevereiro de 2018                                       |
| Tianwan                            | China        | Lianyungang, Jiangsu                                   | 4                 | Operacional                           | VVER-1000/428М | 1,050           | 27 de setembro de 2013 | 22 de dezembro de 2018                                     |
| Tianwan                            | China        | Lianyungang, Jiangsu                                   | 7                 | Aprovado                              | VVER-1200      | 1,150           | Maio de 2021           | -                                                          |
| Tianwan                            | China        | Lianyungang, Jiangsu                                   | 8                 | Aprovado                              | VVER-1200      | 1,150           | 2022                   | -                                                          |
| Xudabao                            | China        | Xingcheng, Huludao, Liaoning                           | 3                 | Aprovado                              | VVER-1200      | 1,150           | 2021                   | -                                                          |
| Xudabao                            | China        | Xingcheng, Huludao, Liaoning                           | 4                 | Aprovado                              | VVER-1200      | 1,150           | 2022                   | -                                                          |
| Mochovce                           | Slovakia     | Mochovce, Nitra Region                                 | 1                 | rowspan="2" Predefinição:Operacionall | VVER 440/213   | 436             | Novembro de 1982       | 29 October 1998                                            |
| Mochovce                           | Slovakia     | Mochovce, Nitra Region                                 | 2                 | 11 April 2000                         | VVER 440/213   | 436             | Novembro de 1982       |                                                            |
| Mochovce                           | Slovakia     | Mochovce, Nitra Region                                 | 3                 | Em construção                         | VVER 440/213   | 436             | Novembro de 2008       | 2022 (previsto)                                            |
| Mochovce                           | Slovakia     | Mochovce, Nitra Region                                 | 4                 | Em construção                         | VVER 440/213   | 436             | Novembro de 2008       | 2022 (previsto)                                            |

Frota Quebra-Gelo

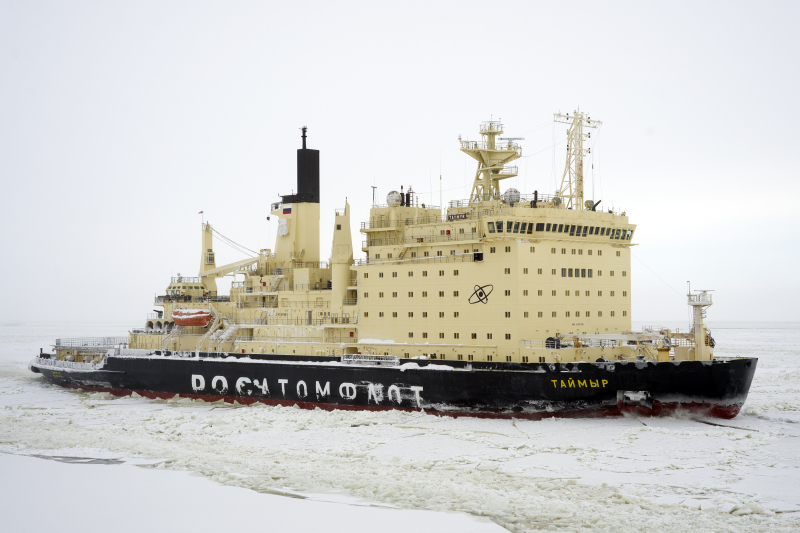
Taymyr-class icebreaker Taymyr

Desde 2008 que a estrutura da Rosatom inclui a frota nuclear russa de quebra de gelo, a maior a nível mundial com cinco navios Quebra Gelos movidos a energia nuclear, um navio porta contentores e quatro-navios de serviço de carga. As suas tarefas incluem navegação na rota do mar do norte e operações de resgate no gelo.
 A operação e manuntenção da frota é levada a cabo pela FSUE Atomflot,também conhecida como Rosatomflot, uma empresa sediada em Murmansk.

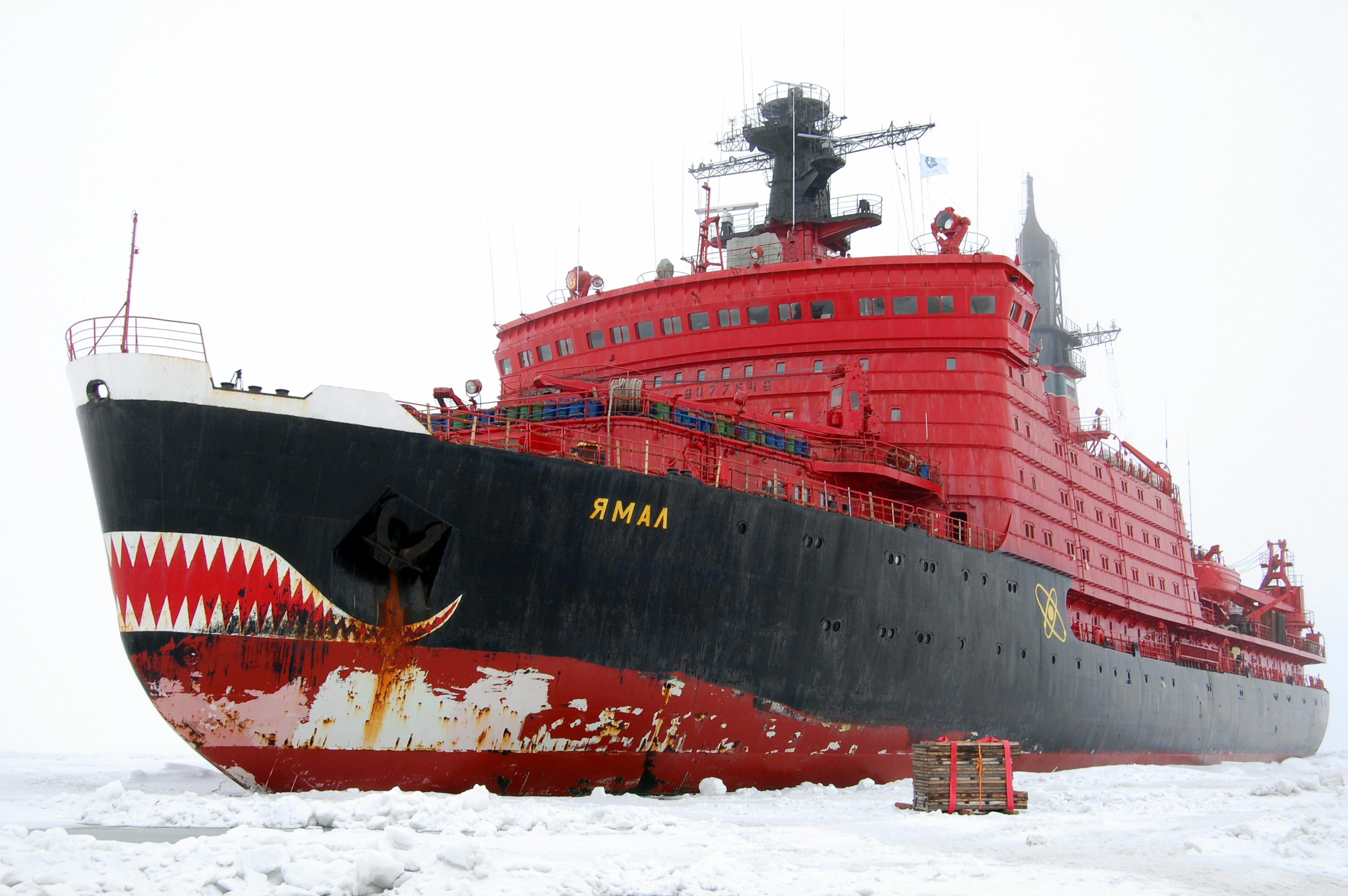
Arktika-classe quebra-gelo Yamal

| Em operação/em construção | Em operação/em construção | Em operação/em construção | Descomissionado | Descomissionado | Descomissionado | Descomissionado                                                |
| Nome                      | Tipo                      | ano                       | Nome            | Tipo            | Ano             | Notas                                                          |
| ------------------------- | ------------------------- | ------------------------- | --------------- | --------------- | --------------- | -------------------------------------------------------------- |
| Sevmorput                 | -                         | 1988–2007, 2016–presente  | Arktika         | Arktika-class   | 1975–2008       | Atualmente atracado em Murmansk                                |
| Taymyr                    | Taymyr-class              | 1989–presente             | Sibir           | ClasseArktika   | 1977–1992       | Atualmente atracado em Murmansk                                |
| Vaygach                   | Classe-Taymyr             | 1990–presente             | Rossiya         | ClasseArktika   | 1985–2013       | Depositado em Murmansk                                         |
| Yamal                     | Classe Arktika            | 1993–presente             | Sovetskiy Soyuz | ClasseArktika   | 1989–2012       | Estacionado Murmansk; para ser convertida num navio de comando |
| 50 Let Pobedy             | Classe-Arktika            | 2007–presente             | -               | -               | -               | -                                                              |
| Arktika                   | Project 22220             | 2020                      | -               | -               | -               | -                                                              |
| Sibir                     | Project 22220             | 2021                      | -               | -               | -               | -                                                              |
| Ural                      | Project 22220             | 2022 (previsto)           | -               | -               | -               | -                                                              |
| Yakutia                   | Projecto 22220            | 2022                      | -               | -               | -               | -                                                              |
| Chukotka                  | Projecto 22220            | -                         | -               | -               | -               | -                                                              |
| Rossiya                   | Project10510              | 2021–presente             | -               | -               | -               | -                                                              |

## Gestão da Companhia

### Quadro Supervisor
O mais alto corpo executivo da Rosatom é o conselho supervisor, consiste em 9 pessoas, incluindo o presidente. O quadro é presidido desde 2005 pelo presidente Sergey Kiriyenko.
Outros membros do quadro são:
- Igor Borovkov- o chefe do aparelho da Comissão Militar-Industrial
- Larisa Brychyova- assustente do presidente da Rússia
- Alexey Likhachev-Director General da Rosatom
- Andrei Klepach-Ministro responsável pelo desenvolvimento económico
- Sergey Korolev- director para a segurança económica do Serviço de Segurança Federal
- Alexander Novansk-Ministro da Energia da Rússia
- Yuriy P.Trutnev-Representante do presidente da Rússia do Distrito Federal do Extremo Oriente
- Yuriy V. Ushakov-Assistente do presidente da Rússia

### Quadro de Gestão
Estratégias, políticas e objectivos da Rosatom são definidos pelo seu quadro de gestão, constituído por 14 pessoas, incluindo o seu director geral. O quadro é presidido desde 2016 pelo director geral Alexey Likhachev.
- Alexey Likhachev – Director geral da Rosatom
- Ivan Kamenskikh – Primeiro Director Geral para Armas Nucleares
- Kirill Komarov – Primeiro director geral para desenvolvimento Corporativo e negócios internacionais
- Alexander Lokshin – Primeiro Director Geral para operações de Gestão
- Nikolay Solomon – Primeiro director geral para funções corporativas e CFO
- Konstantin Denisov – Director Geral para a Segurança
- Sergey Novikov - State Secretary – Director estadual para a execução de poderes estaduais e Orçamento
- Nikolay Spassky – Director Geral para relações internacionais
- Oleg Kryukov -Director para a Política Pública de Resíduos radioativos, gasto de energia nuclear e desmatelamento nuclear
- Andrey Nikipelov - CEO da Atomenergomash
- Sergey Obozov - Director da  Rosatom para a produção de Sistema, membro do quadro de directores da Rosenergoatom
- Yuri Olenin – Director Geral para a Inovação da Gestão
- Andrei Petrov - Director Geral da Rosenergoatom
- Yuri Yakovlev – Director Geral para a Política de Segurança Estadual nos usos defensivos da energia atómica

### Director Geral
O único corpo executivo da Rosatom é o Director Geral, que gere as operações diárias da empresa. Sergey Kiriyenko, que liderava a industria nuclear russa em 2005, foi director geral da Rosatom desde a sua criação até ser substituído em 5 de Ourubro de 2016 por Alexey Likhachev, antigo ministro-adjunto para o Desenvolvimento Económico.
- Sergey Kiriyenko (1/12/2007- 5/10/2016)
- Alexey Likhachev (5/10/2016- presente)